# Dura silca
Dura silca är en fjärilsart som beskrevs av Swinhoe 1903. Dura silca ingår i släktet Dura och familjen tofsspinnare. Inga underarter finns listade i Catalogue of Life.